# شانشيثيريوم
الشانشيثيريوم (الاسم العلمي: Shansitherium)، وتعني ("وحش شانشي" إقليم بالصين). وهو جنس منقرض من الزرافيات الشبيهة بالظبي أو الشبيهة بالموظ والتي عاشت خلال العصر الميوسيني في مقاطعة شانشي الصينية.
لها ارتباط وثيق بجنس الساموثيريوم.